# Sierksdorf
Sierksdorf er en by og kommune i det nordlige Tyskland, beliggende i Amt Ostholstein-Mitte under Kreis Østholsten. Kreis Østholsten ligger i den østlige del af delstaten Slesvig-Holsten.

## Geografi
Sierksdorf er beliggende ved ved Østersøen, ud til Lübeck Bugt mod øst. Nabokommuner er mod nord Neustadt in Holstein, mod syd Haffkrug, Scharbeutz og Timmendorfer Strand, og mod vest Süsel.

### Trafik
Vest for Sierksdorf ligger den lille flyveplads Flugplatz Sierksdorf/Hof-Altona. Fra 1866 til 1982 havde Sierksdorf station på jernbanelinjen Eutin–Neustadt. I dag er der stadig tog hver time for pendlere til Lübeck og Puttgarden, eller til Neustadt.

### Inddeling
I kommunen ligger ud over Sierksdorf, Hof, Altona, Stawedder, Wintershagen, Oevelgönne og Roge, samt de mindre bebyggelser Mariashagen og Siedenkamp.

### Seværdigheder
Hansa Park (forlystelsespark)